# Izmenična matrika
Izmenična matrika je matrika v kateri se posamezni elementi dobijo tako, da uporabimo neko funkcijo nad njihovimi elementi v posameznih stolpcih.
Izmenična matrika z razsežnostjo {\displaystyle m\times n\,} je:
{\displaystyle M={\begin{bmatrix}f_{1}(\alpha _{1})&f_{2}(\alpha _{1})&\dots &f_{n}(\alpha _{1})\\f_{1}(\alpha _{2})&f_{2}(\alpha _{2})&\dots &f_{n}(\alpha _{2})\\f_{1}(\alpha _{3})&f_{2}(\alpha _{3})&\dots &f_{n}(\alpha _{3})\\\vdots &\vdots &\ddots &\vdots \\f_{1}(\alpha _{m})&f_{2}(\alpha _{m})&\dots &f_{n}(\alpha _{m})\\\end{bmatrix}}}
ali za posamezne elemente matrike:
{\displaystyle M_{i,j}=f_{j}(\alpha _{i})\,}
Nekateri pisci uporabljajo transponirano matriko zgornje matrike.
Primer izmenične matrike je tudi Vandermondova matrika. Zanje je {\displaystyle f_{i}(\alpha )=\alpha ^{i-1}\,}.
Lahko so to tudi Mooreove matrike za katere pa je {\displaystyle f_{i}(\alpha )=\alpha ^{q^{i-1}}}.